# José Montiel
José Arnulfo Montiel Núñez (19 de març del 1988 a Asunción) és un futbolista paraguaià que juga de migcampista. En l'actualitat té contracte amb el Reggina.

## Carrera
A una edat molt jove, Montiel va començar la seva carrera al seu equip local de l'Olimpia de Itá, que és una divisió de l'Olimpia Asunción en la lliga de futbol de la ciutat d'Itauguá. Scouts de l'Olimpia Asunción s'adonaren del seu talent i el van signar per les divisions juvenils del club d'Asunción.
Montiel va ser una part clau de l'equip nacional paraguaià sub-15 que va guanyar el Campionat Sud-americà Sots-15 del 2004.
El seu debut professional va ser jugant per l'Olimpia Asunción en el tardà 2004, a l'edat dels 16 anys. Una excel·lent visió de joc i habilitats de Montiel li van assegurar un lloc al primer equip. En el 2005, finalment va ser convocat per la selecció de futbol de Paraguai a l'edat dels 17 anys.
Després de la Copa del Món 2006, Montiel es va unir al Udinese Calcio. Això no obstant, després de només una temporada amb el club, ell va ser venut al Reggina. La temporada 2008-2009, ell va ser cedit a l'equip romanès el Politenica Iaşi de la Liga I, ajudant-lo a evitar el descens.
Durant la temporada 2009-2010, Montiel va ser cedit al Tigre argentí, fent el seu debut al 2 dia del torneig d'Apertura 2009. Ell va substituir a Lucas Oviedo en un partit contra el Rosario Central.
Ell torna a Itàlia al març del 2010. I en la temporada 2010/2011 ell és comprat a títol definitiu pel Reggina. En aquesta temporada ha jugat tres partits en el campionat de la Serie B italiana.